# Der Weltspiegel
Pour plus de détails, voir Fiche technique et Distribution.
Der Weltspiegel est un film muet allemand réalisé par Lupu Pick, sorti en 1918.
Ce film a été tourné à Berlin, sous la direction artistique de Hans Neirath.

## Distribution
- Adolf Klein
- Fritz Richard
- Gertrude Welcker
- Bernd Aldor
- Bertold Reissig